# Treubach
Treubach est une commune dans le district de Braunau am Inn en Haute-Autriche.
Elle est située à 20 kilomètres au sud-est du chef-lieu de district et à 60 kilomètres au nord de Salzbourg. Sur une superficie de 13 kilomètres carrés vivent environ 750 habitants. La commune est divisée en 15 localités. Au sud, la commune vallonnée avoisine la forêt de Kobernaußen. De nombreux bois appartiennent à Treubach. Aux bords de ces bois, plusieurs sources sont encore utilisées pour la plupart comme eau potable.
L’atmosphère à Treubach est très calme. Il y a beaucoup de champs. On peut se promener sur des sentiers paisibles à travers les forêts. Pour les activités de temps libre, il y a un court de tennis, un étang avec une aire de jeu pour jouer au volley-ball, etc. Pour la vie nocturne, il y a une discothèque, un bar et un café.

## Histoire

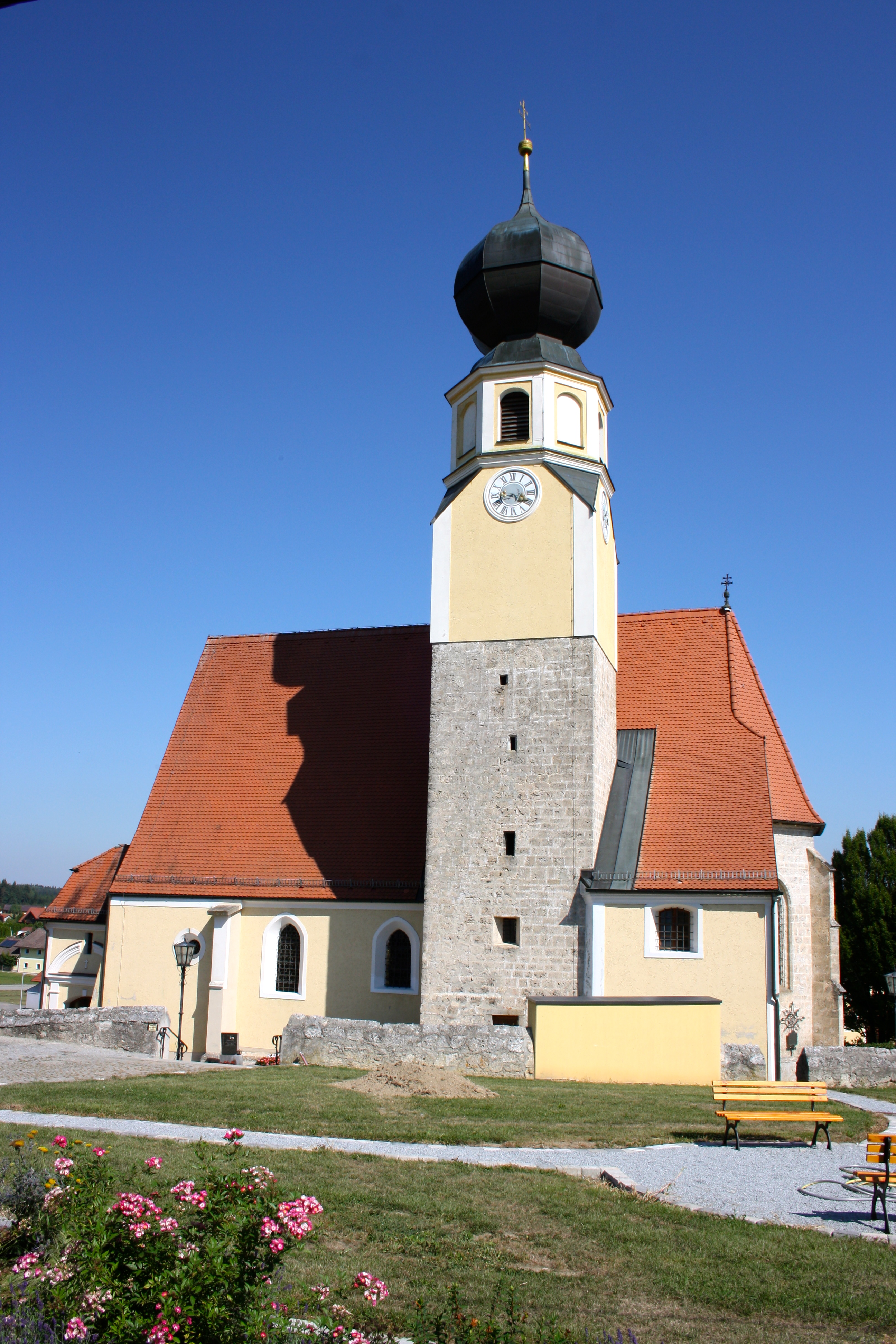
L'èglise à Treubach

En 803, la commune est évoquée dans un document sous le nom de Truipah. D’autres noms sont également attestés : Troubach et Troibach. Le nom de Treubach pourrait être issu du mot « Treue », il signifierait alors « ruisseau fidèle où coule constamment de l’eau », ou il vient des trois ruisseaux qui traversent la commune (en allemand, trois se dit « drei »).
Il y a 1500 ans, on ne trouvait que des chênes et des hêtres dans cette région. Les Bavarois ont été les premiers colons. En 1987, on a trouvé un trésor de pièces au cours d’une rénovation. Cette découverte fait partie des trésors les plus intéressants du Moyen Âge, même si elle ne compte pas parmi les plus grandes de son espèce.